# Paretdelgada
Paretdelgada és un nucli aïllat del terme de la Selva del Camp a uns 4 km del poble, a l'antic camí de Vilallonga del Camp. A la seva rodalia es troba la Creu Blanca, construïda el 1604, enderrocada el 1936 i refeta més tard. També s'hi troba la capella de Sant Nicolau, refeta després del 1939. L'ermita es diu Santa Maria de Paretdelgada i és força utilitzada avui dia pels casaments. El terreny, molt pla, té com a cultiu principal l'avellaner. Hi ha també una vil·la romana.

## Vil·la romana
S'han excavat diverses habitacions de la pars urbana d'una vil·la amb paviments de mosaic que foren arrencats entre el 1938 i el 1949. Els mosaics foren estudiats per R. Navarro en la seva tesi doctoral i datarien de mitjans del segle iv. A la vora de la riera de la Selva es conserven restes de cisternes revestides d'opus signinum. Davant de l'ermita hi ha murs romans que es van reutilitzar com a marge. La major part de les habitacions estan cobertes a la zona del pati, tot i que aflora algun mur.